# 下村勝
下村 勝（しもむら まさる、1969年〈昭和44年〉8月23日 - ）は、日本の政治家。静岡県御前崎市長（1期）。元静岡大学教授。

## 経歴
旧静岡県榛原郡御前崎町の下村家15代目として生まれる。御前崎町立御前崎小学校、御前崎町相良町学校組合立御前崎中学校、静岡県立榛原高等学校を経て、静岡大学工学部応用科学科に入学し、1992年に卒業する。同年静岡大学大学院工学研究科に入り、1994年に修士課程を修了（工学修士）。その後、デンマークのコペンハーゲン大学に留学する。帰国後、静岡大学大学院電子科学研究科に入り、1997年博士課程修了し、博士（工学）となる。
修了後は東北大学科学計測研究所・多元物質科学研究所助手（2002年まで）、静岡大学に戻り、電子工学研究所助手・助教・准教授を務める　（2013年まで）。同年静岡大学工学部准教授を経て、教授となる。2018年に静岡大学浜松キャンパス共同利用機器センター長（2022年まで）、SRM科学技術大学（インドチェンナイ市）客員教授、2021年静岡大学学長補佐、2023年静岡大学グローバル共創科学部教授となる。
このほか、静岡大学発ベンチャー株式会社eZovインターナショナル代表取締役や2016年から2021年まで御前崎市教育委員を務めた。
2023年12月に2024年4月に行われる御前崎市長選挙に立候補を表明。2024年4月14日投開票の御前崎市長選挙に立候補し、当選した。